# Taraco
Taraco ist eine Ortschaft im Departamento La Paz im südamerikanischen Anden-Staat Bolivien.

## Lage im Nahraum
Taraco ist zentraler Ort des Municipios Taraco in der Provinz Ingavi. Die Ortschaft liegt auf der Taraco-Halbinsel im südlichen Teil des Titicacasees auf einer Höhe von 3871 m am Rand der zwei Kilometer breiten Küstenebene. 24 Kilometer weiter südöstlich liegt Tiahuanaco, die international bekannten Weltkulturerbe-Ruinenstätte aus der Prä-Inka-Kultur.

## Geographie
Taraco liegt auf dem bolivianischen Altiplano am Titicacasee zwischen den Anden-Gebirgsketten der Cordillera Occidental im Westen und der Cordillera Central im Osten.
Die mittlere Durchschnittstemperatur im Bereich des Titicacasees liegt bei etwa 9 °C, der Jahresniederschlag beträgt 500–600 mm (siehe Klimadiagramm Juliaca). Die Region weist ein ausgeprägtes Tageszeitenklima auf, die Monatsdurchschnittstemperaturen schwanken nur unwesentlich zwischen 7 °C im Juli und 12 °C im Dezember. die Monatsniederschläge liegen zwischen unter 10 mm in den Monaten Mai bis August und knapp über 100 mm von Januar bis Februar.

## Verkehrsnetz
Taraco liegt in einer Entfernung von 100 Straßenkilometern westlich von La Paz, der Hauptstadt des gleichnamigen Departamentos.
Von La Paz aus führt die asphaltierte Nationalstraße Ruta 2 über dreizehn Kilometer bis El Alto, von dort die Ruta 1 weitere 63 Kilometer in westlicher Richtung bis Tiawanacu. Von dort führt eine unbefestigte Straße über Pillapi San Agustín in nordwestlicher Richtung bis Taraco.

## Bevölkerung
Die Einwohnerzahl der Ortschaft ist in den vergangenen beiden Jahrzehnten auf mehr als das Doppelte angestiegen:
| Jahr | Einwohner | Quelle       |
| ---- | --------- | ------------ |
| 1992 | 99        | Volkszählung |
| 2001 | 281       | Volkszählung |
| 2012 | 238       | Volkszählung |
| 2024 |           | Volkszählung |

Die Region weist einen hohen Anteil an Aymara-Bevölkerung auf, im Municipio Taraco sprechen 97,1 Prozent der Bevölkerung Aymara.